# Управління професійної відповідальності США
Управління професійної відповідальності (OPR) є частиною Міністерства юстиції Сполучених Штатів (DOJ), відповідального за розслідування адвокатів, зайнятих у Міністерстві юстиції, яких звинувачують у вчиненні неправомірних дій чи злочинах у своїх професійних функціях.

## Історія
OPR була створена у 1975 році за наказом тодішнього генерального прокурора Едварда Леві після виявлення етичних зловживань та серйозних порушень вищих посадових осіб DOJ під час скандалу з Вотерґейтом . Наказ уповноважував OPR «отримувати та розглядати будь-яку інформацію, що стосується поведінки працівника Департаменту, яка може порушувати законодавство, положення чи розпорядження або загальноприйняті стандарти поведінки».
З моменту створення у 1975 році OPR очолювали:
- 1975—1997 Майкл Шахін
- 1998—2009 Х. Маршалл Джарретт
- 2009—2011 Мері Патріс Браун (в.о. керівника)
- 2011—2018 Робін Ештон

З вересня 2018 року OPR очолює Корі Амундсон .

## Місія
Основна місія OPR — забезпечити виконання адвокатами DOJ своїх обов'язків відповідно до професійних стандартів.
OPR оприлюднює невідповідну стандартам етичної та злочинну поведінку адвокатів Міністерства внутрішніх справ, в той час як Управління Міністерства внутрішніх справ Генерального інспектора (OIG) має юрисдикцію працівників, які не є адвокатами.
OPR отримує повідомлення про звинувачення у вчиненні злочинів проти адвокатів Міністерства внутрішніх справ з багатьох джерел. Майже половина всіх таких звинувачень повідомляється OPR джерелами DOJ, такими як адвокат. Решта скарг надходять із різних джерел, в тому числі приватних адвокатів, підсудних та цивільних судових справ, інших федеральних відомств, посадових осіб штату чи місцевого самоврядування, рефералів судових та конгресних служб, повідомлень ЗМІ. OPR приділяє оперативну увагу судовим висновкам про порушення.
OPR переглядає кожне твердження та визначає, чи є додаткове розслідування обґрунтованим. Детермінація — це питання слідчого судження, яке зважує багато факторів, включаючи характер твердження, його очевидну правдоподібність, специфіку, сприйнятливість до перевірки та джерело твердження. Рішення про відкриття справи не породжує презумпції вини, а також не перекладає тягар доказування на обвинуваченого. Розслідування OPR передбачає широкий спектр тверджень, і використовувані методи розслідування відповідно різняться.
У багатьох випадках OPR повідомляє про це обвинуваченого адвоката і вимагає письмової відповіді. Іноді OPR також проводить розслідування на місці. OPR повідомляє про результати розслідування відповідному керівнику підрозділу та Управлінню заступника Генерального прокурора . OPR також інформує скаржника та адвоката обвинуваченого про свій висновок.